# Clarice Piovesan
Clarice Jacy Piovesan (São Paulo, 6 de julho de 1947) é uma atriz e modelo brasileira. Ganhou notoriedade através do personagem Kika, do quadro no programa humorístico exibido pela TV Globo Planeta dos Homens chamado Kika e Xuxu ao lado do seu então marido Stênio Garcia. O quadro se transformou em seriado, exibido todos os dias no horário das 17h, durante os meses de março a junho de 1978.

## Carreira
Começou na TV Globo, em 1976, no programa que fez muito sucesso Planeta dos Homens. Depois, passou a fazer: Kika e Xuxu, um quadro que teve inicio no Planeta dos Homens e contava história de um casal, que em março de 1978 se tornou uma série, era um quadro cômico, com programetes de 10 minutos, e de aparição diária. Nessa série interpretava Kika e atuava ao lado do então marido Stênio Garcia. E. Depois ela fez a novela Feijão Maravilha, em 1979. Fez Mandrake, em 1983 e em 1990 fez La Mamma, uma minissérie com Dercy Gonçalves, sendo esse seu último trabalho na televisão.
No cinema a atriz fez os filmes O Segredo da Múmia, em 1982; As Três Mortes de Solano, em 1978. O Esquadrão da Morte, em 1975; Vozes do Medo em 1972 e O Pornógrafo, em 1970.

## Vida pessoal
Entre 1968 e 1983 Clarice foi casada com o ator Stênio Garcia, juntos tiveram duas filhas Cássia e Gaya Faro. Em 1990 a atriz abandonou a carreira e atualmente mora na Holanda.

## Filmografia

### Televisão
| Ano  | Título             | Personagem    | Notas                       |
| ---- | ------------------ | ------------- | --------------------------- |
| 1971 | Hospital           | Clarisse      |                             |
| 1976 | Planeta dos Homens | Gibinha       |                             |
| 1978 | Kika e Xuxu        | Kika          |                             |
| 1979 | Feijão Maravilha   | Marilyn Meyer |                             |
| 1981 | Carga Pesada       | —             | Episódio: "O anjo da morte" |
| 1983 | Caso Especial      | Marion        | Episódio: "Mandrake"        |
| 1990 | La Mamma           | Fantasiota    |                             |
| 1991 | Floradas na Serra  | Dona Lola     |                             |

### Cinema
| Ano  | Título                   | Personagem       |
| ---- | ------------------------ | ---------------- |
| 1970 | O Pornógrafo             | Amante de Miguel |
| 1972 | Vozes do Medo            | —                |
| 1976 | O Esquadrão da Morte     | Sônia            |
| 1977 | As Três Mortes de Solano | Clara            |
| 1982 | O Segredo da Múmia       | Gilda            |

### Teatro
| Ano       | Título                  | Peronagem |
| --------- | ----------------------- | --------- |
| 1969/1970 | Rito do Amor Selvagem   |           |
| 1972      | Um Edifício Chamado 200 |           |